# 加藤京里
加藤 京里（かとう きょうり）は、日本の看護学者（基礎看護学）。学位は博士（看護学）（聖路加看護大学・2011年）。静岡県立大学看護学部講師。旧姓は江上（えがみ）。
北里大学東病院での勤務を経て、東京女子医科大学看護学部講師などを歴任した。

## 概要
基礎看護学を専攻する看護学者である。看護における技術の効果や、その検証についての研究で知られている。北里大学の東病院に奉職したあと、東京女子医科大学や静岡県立大学で教鞭を執った。

## 来歴

### 生い立ち
北里学園が設置・運営する北里大学に進学し、看護学部にて学んだ。1997年（平成9年）3月、北里大学を卒業した。それに伴い、学士（看護学）の学位を取得した。
大学卒業後は、母校である北里大学に採用され、1997年（平成9年）から1999年（平成11年）にかけて東病院に勤務した。さらに、聖路加看護学園が設置・運営する聖路加看護大学の大学院に進学し、看護学研究科にて学んだ。2001年（平成13年）3月、聖路加看護大学の大学院における博士前期課程を修了した。それに伴い、修士（看護学）の学位を取得した。2001年（平成13年）から2004年（平成16年）にかけては、再び古巣である北里大学の東病院に勤務した。

### 看護学者として
同名の学校法人により設置・運営される東京女子医科大学に採用され、2004年（平成16年）より看護学部の助手として着任した。学校教育法の改正に伴い、2007年（平成19年）より職位が助教に変わった。2010年（平成22年）、東京女子医科大学の看護学部にて講師に昇任した。また、東京女子医科大学の大学院においても、同年より看護学研究科の講師を兼務することとなった。その傍ら、聖路加看護大学の大学院に進学し、看護学研究科にて学んだ。在学中に「後頚部温罨法中の快がもたらす効果モデルの開発」と題した博士論文を執筆していた。2011年（平成23年）9月、聖路加看護大学の大学院における博士後期課程を修了した。それに伴い、博士（看護学）の学位を取得している。
県と同名の公立大学法人により設置・運営される静岡県立大学に採用され、2019年より看護学部の講師として着任した。看護学部においては、看護学科の講義を担当し、基礎看護学を受け持っていた。なお、静岡県立大学においては、大学院の役職は兼務していない。

## 研究

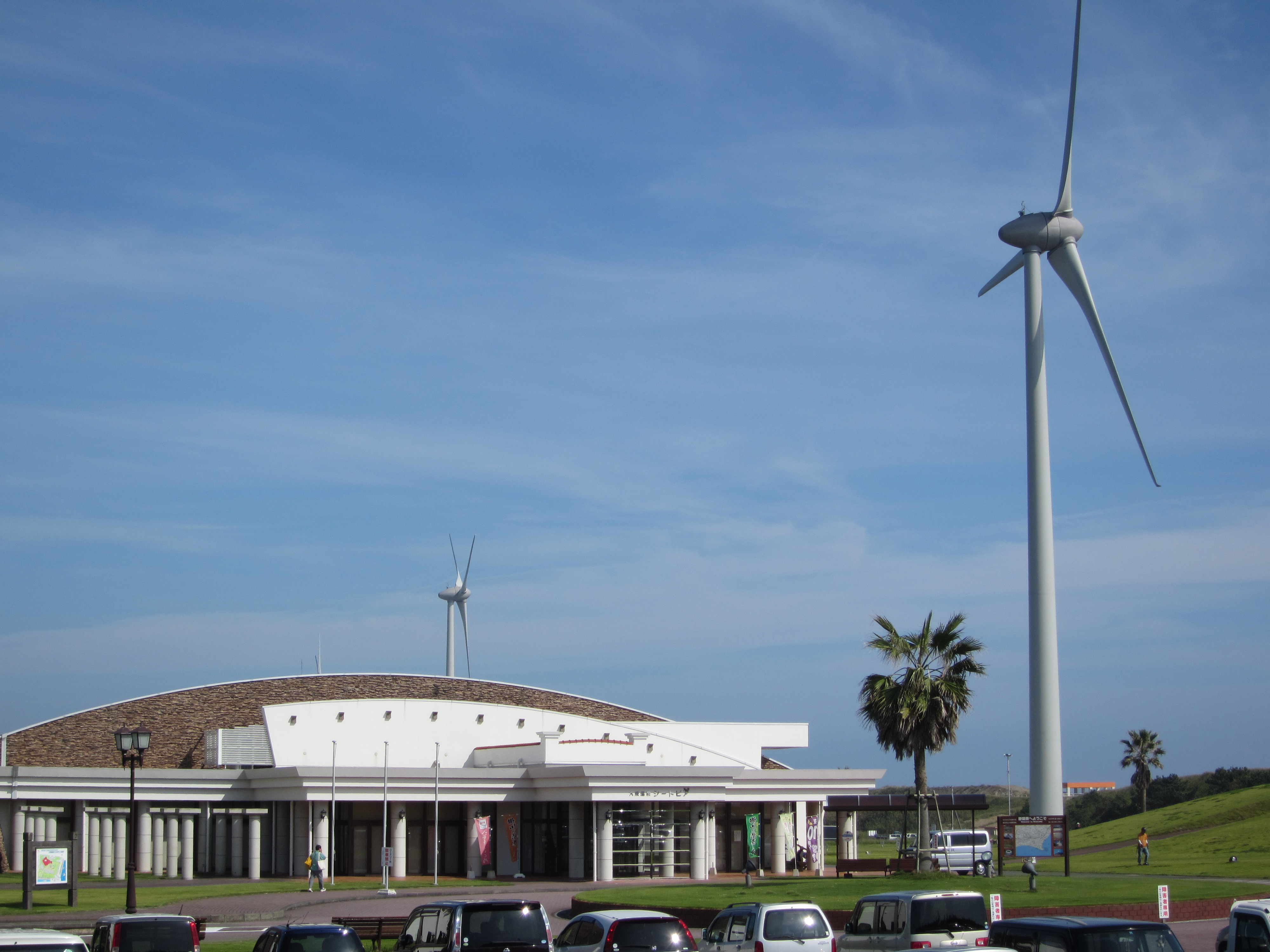
「大東温泉シートピア」と通称された掛川市健康ふれあい館

専門は看護学であり、特に基礎看護学といった分野に関する研究に従事していた。具体的には、看護技術の効果の研究や、その検証に関する研究で知られている。また、排便のパターンについても研究しており、その評価方法についても開発していた。
また、東京女子医科大学に勤務していた頃には、大東キャンパスの近隣の大東温泉に着目し、日帰り温泉施設をはじめとする温泉の利用者に関する研究にも取り組んでいた。2019年（令和元年）に開催された日本看護技術学会の学術集会では優秀演題に選出された。
学術団体としては、日本看護技術学会、日本看護科学学会、日本看護研究学会、東京女子医科大学看護学会、聖路加看護学会、日本看護医療学会、などに所属していた。東京女子医科大学看護学会においては、2011年（平成23年）4月1日から2014年（平成26年）3月31日にかけて評議委員を務めるとともに、広報委員会の委員を務めていた。また、2017年（平成29年）4月1日から2020年（令和2年）3月31日にかけて評議委員を務めるとともに、編集委員会の委員を務めていた。

## 略歴
- 1997年 - 北里大学看護学部卒業[4]。
- 1997年 - 北里大学東病院勤務[3]。
- 2001年 - 聖路加看護大学大学院看護学研究科博士前期課程修了[4]。
- 2001年 - 北里大学東病院勤務[3]。
- 2004年 - 東京女子医科大学看護学部助手[3]。
- 2007年 - 東京女子医科大学看護学部助教[3]。
- 2010年 - 東京女子医科大学看護学部講師[3]。
- 2010年 - 東京女子医科大学大学院看護学研究科講師[3]。
- 2011年 - 聖路加看護大学大学院看護学研究科博士後期課程修了[4]。
- 2011年 - 東京女子医科大学看護学会評議委員[12]。
- 2011年 - 東京女子医科大学看護学会広報委員会委員[12]。
- 2017年 - 東京女子医科大学看護学会評議委員[13]。
- 2017年 - 東京女子医科大学看護学会編集委員会委員[13]。
- 2019年 - 静岡県立大学看護学部講師[3]。

## 賞歴
- 2019年 - 日本看護技術学会学術集会優秀演題。

## 著作

### 主要な論文
- 加藤京里稿「温度の異なる後頚部温罨法による自律神経活動の変化」『日本看護研究学会雑誌』32巻3号、日本看護研究学会、2009年7月3日、174頁。
- 加藤京里稿「腰背部温罨法の快の性質――負荷からの回復過程における快不快と自律神経活動の変化から」『日本看護技術学会誌』9巻2号、日本看護技術学会、2010年8月、4-13頁。ISSN 1349-5429
- 加藤京里稿「後頚部温罨法による自律神経活動と快‐不快の変化――更年期女性3事例からの検討」『日本健康医学会雑誌』19巻2号、日本健康医学会、2010年、64-69頁。
- 鈴木聡美・加藤京里稿「地域住民は温泉に何を求めているか――掛川市内温泉施設利用者への意識調査」『掛川市健康調査報告書』平成22年度版、東京女子医科大学看護学部MONAC企画委員会、2011年3月、29-35頁。
- 加藤京里・鈴木聡美稿「地域住民は温泉に何を求めているか――温泉施設利用者への意識調査」『日本健康医学会雑誌』20巻1号、日本健康医学会、2011年、23-30頁。
- 加藤京里稿「地域住民にとっての温泉のあり方――温泉への期待と効果に関するアンケート調査」『日本健康医学会雑誌』20巻3号、日本健康医学会、2011年、200-201頁。
- 加藤京里稿「後頸部温罨法による自律神経活動と快‐不快の変化」『日本看護研究学会雑誌』34巻2号、日本看護研究学会、2011年、39-48頁。
- 加藤京里稿「入院患者に対する後頸部温罨法と生理学的指標、主観的睡眠および快感情の関連」『日本看護技術学会誌』10巻3号、日本看護技術学会、2012年、10-18頁。
- 加藤京里ほか稿「4週間の排便記録による排便パターンの実態調査」『日本看護技術学会誌』11巻2号、日本看護技術学会、2012年、28-37頁。
- 菱沼典子・加藤京里・留畑寿美江稿「どうしていますか？　排便状況のアセスメント」『日本看護技術学会誌』12巻1号、日本看護協会出版会、2013年4月、30-32頁。ISSN 1349-5429
- 細野恵子ほか稿「排便パターン分類のためのフローチャートの開発――調査研究データの再分析から」『日本看護技術学会誌』15巻1号、日本看護技術学会、2016年、74-80頁。
- 吉良いずみほか稿「排便パターン分類のためのフローチャートの作成」『日本看護技術学会誌』15巻2号、日本看護技術学会、2016年、154-162頁。
- 井垣通人ほか稿「排便パターン分類に必要な観察期間の検討」『日本看護技術学会誌』15巻2号、日本看護技術学会、2016年、183-187頁。
- 加藤京里稿「温かくて気持ちいい看護技術の効果」『日本看護研究学会雑誌』40巻3号、日本看護研究学会、2017年8月4日、330頁。
- 加藤木真史ほか稿「フローチャートを用いた排便パターンの分類精度の評価――模擬排便記録を用いた調査から」『日本看護技術学会誌』19巻、日本看護技術学会、2020年4月20日、1-13頁。
- 菱沼典子ほか稿「『排便パターン分類フローチャート』の臨床での有用性」『日本看護技術学会誌』20巻、日本看護技術学会、2021年、68-78頁。

### 註釈
1. ↑  学校法人北里学園は、社団法人北里研究所と統合され、2009年に学校法人北里研究所が設置された。
2. ↑  北里大学東病院は、一部の機能を北里大学病院に移行させ、2020年3月に廃止された。しかし、2020年5月に北里大学東病院が再び設置された。
3. ↑  学校法人聖路加看護学園は、2014年に学校法人聖路加国際大学に改組された。
4. ↑  聖路加看護大学は、2014年に聖路加国際大学に改組された。